# Slobodskoj rajon
Lo Slobodskoj rajon (in russo Слободской район?) è un rajon dell'Oblast' di Kirov, nella Russia europea, il cui capoluogo è Slobodskoj. Istituito nel 1929, ricopre una superficie di 3.790 chilometri quadrati.

## Centri abitati
- Slobodskoj (capoluogo, autonomo dal punto di vista amministrativo)
- Bobino
- Karino
- Vachruši